# Robaczewo
Robaczewo (deutsch Robertshof) ist ein kleiner Ort in der polnischen Woiwodschaft Ermland-Masuren und gehört zur Gmina Nidzica (Stadt- und Landgemeinde Neidenburg) im Powiat Nidzicki (Kreis Neidenburg).

## Geographische Lage
Robaczewo liegt in der südwestlichen Mitte der Woiwodschaft Ermland-Masuren, zwei Kilometer östlich der Kreisstadt Nidzica (deutsch Neidenburg).

## Geschichte
Robertshof wurde 1859 gegründet und bestand eigentlich nur aus einem großen Hof. Bis 1929 war der kleine Ort ein Wohnplatz im Schloßgut Neidenburg, von 1929 bis 1945 in der Stadt Neidenburg, der Kreisstadt des  ostpreußischen Kreises Neidenburg. Im Jahre 1905 zählte Robertshof 46 Einwohner.
Im Jahre 1945 wurde das gesamte südliche Ostpreußen in Kriegsfolge an Polen überstellt. Roberthof erhielt die polnische Namensform „Robaczewo“ und ist jetzt eine Ortschaft innerhalb der Gmina Nidzica (Stadt- und Landgemeinde Neidenburg) im Powiat Nidzicki (Kreis Neidenburg), bis 1998 der Woiwodschaft Olsztyn, seither der Woiwodschaft Ermland-Masuren zugehörig.

## Kirche
Bis 1945 war Robertshof in die evangelische Pfarrkirche Neidenburg in der Kirchenprovinz Ostpreußen der Kirche der Altpreußischen Union sowie in die römisch-katholische Pfarrkirche Neidenburg im Bistum Ermland eingegliedert.
Heute gehört Robaczewo zur katholischen Kirche Mariä Empfängnis und St. Adalbert Nidzica im Erzbistum Ermland, außerdem zur evangelischen Heilig-Kreuz-Kirche Nidzica in der Diözese Masuren der Evangelisch-Augsburgischen Kirche in Polen.

## Verkehr
Robaczewo liegt an der nicht unbedeutenden Woiwodschaftsstraße 604, die die Kreisstadt Nidzica (Neidenburg) und die Schnellstraße 7 (Europastraße 77) mit der Stadt Wielbark (Willenberg) und der Landesstraße 57 verbindet. Die nächste Bahnstation ist Nidzica an der Bahnstrecke Działdowo–Olsztyn (deutsch Soldau–Allenstein).